# 遠藤卓司
遠藤 卓司（えんどう たくじ、1970年12月22日 - ）はテーブルトークRPGのデザイナー、ライター。ファーイースト・アミューズメント・リサーチ（FEAR）の社員。通称は「えんどーちん」。東京都出身。

## 経歴
ゲームルールの構築を得意とし、システムデザイナーとして知られている。
シーン制やシナリオハンドアウトなど、FEAR製のゲームに多く見られる独自のシステム概念を構築した立役者である。
イラストレーター・ゲームデザイナーの井上純弌、同じくゲームデザイナーの久保田悠羅とは学生時代からのゲーム仲間であり、1996年、井上がメインとなって開発していた『天羅万象』のスタッフとして参加。これが遠藤の商業デビューとなった。
後に『トーキョーN◎VA 2nd Edition』のサプリメント『カムイST★R』のメインデザイナーとして起用され、それがきっかけになってFEARに入社。1998年に『トーキョーN◎VA The Revolution』のシステムデザインを担当し、いわゆる「シーン制」のシステムをはじめて本格的に導入。以後遠藤は、FEAR製のほとんどのゲームに製作スタッフとして関わる事になる。
2002年、遠藤は井上の依頼を受けて『アルシャード』のゲームシステムを設計した。井上が『アルシャード』に求めたのはTRPGファンのためのスタンダードなTRPGであり、そのためにはゲームシステムは井上自身の言葉を借りれば「みんなが考える標準的な判定しか搭載していない」ものでなければならなかった。遠藤はこの困難な課題をクリアし、『アルシャード』を国産TRPGにおける一つの流れとさせる原動力となった。また、『アルシャード』のゲームシステムは、のちにスタンダードRPGシステム（SRS）のベースとなり、遠藤自身もSRSをプラットフォームとするTRPG『世界樹の迷宮SRS』のゲームデザインを手がけている。
リプレイ・プレイヤーとしてもいくつかの作品に参加している。

## 作品

### テーブルトークRPG
- 世界樹の迷宮SRS
- サイキックハーツ
- エースキラージーン

この他、『ナイトウィザード The 2nd Edition』『アルシャード』にもシステムデザイナーとしてクレジットされている。

### リプレイ・プレイヤー参加

#### セブン＝フォートレス
- フォーラの森砦（ザーフィ）
- フレイスの炎砦（ザーフィ）
- シェローティアの空砦（ザーフィ）
- 出撃！試作精霊船アウストリア（ソースブック『クロスワールド』収録：ナン＝ナイト）

#### ダブルクロス
- ドゥームズデイの魔獣（加賀十也）[2]
- Chorome Dome（加賀十也）
- 京城月影録（嵯峨童子）[3]
- 災厄の聖杯（嵯峨童子）
- ダブルクロス・リプレイ・オリジン 破滅の剣（春日怜央）

#### ナイトウィザード
- 月は無慈悲な夜の女王（月代一臣）
- 天の光はすべて星（荒戸夏姫）

#### アルシャード
- 砂漠の異教神（ヴィヴィアン）
- 希望（ゆめ）へのコンタクト（服部雷火）
- 君といるセカイ（リョージ・R・クエスター）
- アルシャードセイヴァーRPGリプレイ（真儀イスカ）

#### 異能使い
- 漆黒の顎（『異能使いリプレイ 鳴神の巫女』収録：ディオ・マックスウェル）
- デモンスレイヤー～葬魂鬼～（ディオ・マックスウェル）

#### エンゼルギア
- 歌声は誰がために（GF別冊『混沌の炎』収録：アンネローゼ・根来）
- 銀翼の救世主（才賀政一）

#### アリアンロッドRPG
- アリアンロッド・サガ・リプレイ・アクロス（ダイン）
- アリアンロッド2E・リプレイ・キャプテンRED（リチャード・エリック・ダイアモンズ）

#### その他
- 異界戦記カオスフレアリプレイ ブライトストリング（『暁の戦士たち』収録：ミステル）
- スターレジェンドリプレイ 星に願いを（GF別冊『MAGIC!MAGIC!』収録：クロウ）
- 天羅WAR リプレイ Train Kept A-Rollin'（GF別冊『特集・スタンダードRPGシステム』収録：リチャード・フォレスター）
- ビーストバインド トリニティリプレイ　人魔邂逅～エゴイスティック・ユートピア～（刻裏グラ）